# Прощаев, Кирилл Иванович
Кири́лл Ива́нович Проща́ев (род. 31 октября 1973, Одесса) — российский и белорусский геронтолог, доктор медицинских наук, профессор.

## Биография
Родился в Одессе 31 октября 1973 года. В 1996 году с отличием окончил лечебно-профилактический факультет Витебского медицинского института.
Окончив интернатуру в Новополоцке, работал ассистентом кафедры социальной гигиены и организации здравоохранения Витебского медицинского университета, одновременно — врачом приёмного отделения в Витебского областного ТМО «Кардиология» (1997—2000). С 2000 года — заместитель главного врача по лечебной работе Полоцкой городской больницы, с 2005 года — главный врач поликлиники ОАО «Полимир» (Новополоцк); одновременно — доцент Полоцкого университета. В 2007—2012 годы — профессор кафедры внутренних болезней № 2 Белгородского университета.
С 2012 года — директор АНО «Научно-исследовательский медицинский центр „Геронтология“» (Москва), одновременно — профессор кафедры терапии и патологии пожилого возраста Института повышения квалификации ФМБА России.
Инициировал открытие аспирантуры по специальности «Геронтология и гериатрия» в Белгородском университете, а также создание Белгородского отделения Геронтологического общества при РАН.
В результате длительного сотрудничества и совместной работы с Белгородским государственным национальным исследовательским университетом создал и возглавил лабораторию «Проблемы старения», реализовывая проект «Геронтология в классическом университете» (2019).
Визитирующий профессор Университета им. Масарыка (Брно, 2010, 2011), Полоцкого университета (2012).
Является руководителем долгосрочного российско-белорусского проекта «Геронтион», целью которого является разработка принципов мультимодальных программ профилактики возраст-ассоциированной патологии с применением препаратов на основе аминокислот и микроэлементов (биорегулирующие нутрицевтические препараты).
Автор проектов по созданию терапевтической среды, реализации расширения линии первого контакта при раннем выявлении деменции, долговременному уходу в ряде регионов Российской Федерации и Республики Беларусь, проекта по изучению старения малых народов Сибири.
Популяризатор знаний в области геронтологии, гериатрии и истории медицины.

## Научная деятельность
В 2000 году защитил кандидатскую, в 2005году  — докторскую диссертацию по специальности «геронтология и гериатрия». Профессор (2009).
Основные направления исследований:
- феномен полиморбидности в пожилом и старческом возрасте, особенности его профилактики, диагностики, лечения и реабилитации;
- нейроиммуноэндокринные механизмы старения и течения заболеваний, связанных с возрастом, нейроиммунноэндокринология возраст-ассоциированной патологии;
- научное обоснование и реализация терапевтической среды как средства повышения функциональной способности гериатрического пациента,
- организация геронтологической и гериатрической помощи, обеспечение взаимодействия медицинских и социальных служб.

Один из организаторов интернет-ресурса «Клуб профессиональных геронтологов», журналов «Геронтологический журнал им. В. Ф. Купревича» и «Геронтология». Член редколлегии журналов «Научные ведомости Белгородского государственного университета», «Вестник Полоцкого государственного университета», «Успехи геронтологии».
Подготовил 2 доктора и 14 кандидатов наук.

### Избранные труды
1. 140 тезисов об артериальной гипертензии: записная книжка врача. — Минск: Асобны Дах, 2003. — 104 с. (соавт. А. Н. Ильницкий).
2. Метаболический синдром: лекция для врачей. — Минск: Интерсервис, 2004. — 27 с. (соав. А. Н. Ильницкий).
3. Хроническая сердечная недостаточность: лечение и реабилитация в амбулаторной практике. — Минск: ДокторДизайн, 2004. — 74 с. (соавт. А. Н. Ильницкий).
4. «Дай моим больным доверие ко мне и к моему искусству»: краткие заметки об истории медицины Полоцка. — СПб: Система, 2005. — 52 с. (соавт. А. Н. Ильницкий, О. В. Козел).
5. Очерки о хронической обструктивной болезни легких. — ПаркусПлюс, 2005. — 72 с. (соавт. А. Н. Ильницкий, И. П. Семенов).
6. Боль. Молекулярная нейроиммунноэндокринология и клиническая патофизиология. — СПб.: ДЕАН, 2006. — 304 с. (соавт. А. Н. Ильницкий, И. В. Князькин, И. М. Кветной).
7. Избранные лекции по гериатрии. — СПб.: Прайм-ЕВРОЗНАК, 2008. — 778 с. (соавт. А. Н. Ильницкий, С. С. Коновалов).
8. Профилактическая нейроиммунноэндокринология. — СПб.: Прайм-ЕВРОЗНАК, 2008. — 346 с. (соавт. А. Н. Ильницкий, С. С. Коновалов).
9. Немедикаментозные методы в гериатрии. — СПб.: Абрис, 2010. — 92 с. (соавт. А. Н. Ильницкий, Д. С. Медведев, А. А. Савицкий).
10. Гериатрическая помощь в условиях государственного и коммерческого здравоохранения. — Белгород: БелГУ, 2012. — 132 с. (соавт. Н. М. Куницкая, А. Н. Ильницкий, Е. В. Юдина).
11. Терапевтическая среда в домах-интернатах для пожилых граждан и инвалидов: монография / Прощаев К. И., Ильницкий А. Н., Батанова Е. П., Сушкова В. И. — Белгород: Белгор.обл. тип., 2012. — 172 с.
12. Синдром старческой астении (Frailty) в клинической практике: монография / Прощаев К. И., Ильницкий А. Н., Павлова Т. В. — Белгород: ИД «Белгород» НИУ БелГУ, 2013. — 88 с.
13. Актуальные проблемы организации медицинской помощи пациентам пожилого и старческого возраста, страдающих недержанием мочи// Прощаев К. И., Трифонова Н. Ю., Вирясов А. В. — М., 2013.
14. Тепловая травма: патоморфологические и клинические аспекты: монография / Павлова Т. В., Ильницкий А. Н., Прощаев К. И. и др. — М.: Медицинское информационное агентство, 2013. — 224 с.
15. Руководство по нейроиммуноэндокринологии / Пальцев М. А., Кветной И. М. — М.: Шико, 2014. — 752 с.
16. Пожилой человек и социальная служба: методические рекомендации / Ильницкий А. Н., Архипов И. В., Прощаев К. И. — М., 2014.
17. Основы паллиативного ухода: учеб.-метод. пособие для мед. сестер / А. Н. Ильницкий, Л. А. Гизатулина, К. И. Прощаев [и др.]; Ин-т повышения квалификации Федер. мед.-биол. агентства. — М., 2016. — 49 с.
18. Основы социально-медицинской помощи пожилым людям / Горелик С. Г., Пономарева И. П., Ильницкий А. Н., Прощаев К. И. — Бишкек: ОсОО «Гознак», 2017 г. — 40 с.
19. Раннее выявление и профилактика деменции у граждан пожилого возраста в практике учреждений социальной защиты / Ильницкий А. Н., Прощаев К. И., Оленская Т. Л., Шалари А., Носкова И. С., Литвинов А. Е., Колпина Л. В., Горелик С. Г., Батанова Е. П., Сушкова В. И. — Белгород: КОНСТАНТА, 2017. — 48 стр.
20. Улгайган адамдар учун социалдык-мединциналык жардам көрсөтуунун негиздери (коомдук кызматкерлер учун колдонмолор) / Горелик С. Г., Пономарева И. П., Ильницкий А. Н., Прощаев К. И. — Бишкек: ОсОО «Гознак», 2017 г. — 40 с.
21. Прощаев К. И., Ильницкий А. Н. Клинико-биохимические аспекты ожоговой травмы // Тепловая травма: монография / Т. В. Павлова, В. Ф. Куликовский. — Белгород: ИД «Белгород» НИУ «БелГУ», 2018. — 200 с. — 500 экз.
22. Прощаев К. И., Ильницкий А. Н. Клинико-биохимические аспекты ожоговой травмы // Тепловая травма: монография / Т. В. Павлова, В. Ф. Куликовский. — Белгород: ИД «Белгород» НИУ «БелГУ», 2018. — 200 с. — 500 экз.
23. Гериатрия: национальное руководство (Глава в руководстве) / Под редакцией Ткачевой О. Н., Фроловой Е. В., Яхно Н. Н. — М.:ГЭОТАР-Медиа, 2018. — 608 с. — (Национальные руководства). — 3000 экз.
24. Национальные рекомендации по определению риска и профилактике внезапной сердечной смерти. — 2-е издание. (Глава в руководстве). — М.: ИД «МЕДПРАКТИКА-М», 2018. — 247 с. — 1000 экз.
25. Кантемирова Р. К., Прощаев К. И. Медицинская реабилитация // Реабилитация инвалидов национальное руководство / под редакцией Г. Н. Пономаренко. — М., 2018. — С. 710—711. — 1000 экз. — (Национальные руководства).
26. Клеточные хроноблокаторы в клинической практике: монография / А. Н. Ильницкий, К. И. Прощаев, Т. Л. Петрище. — М: Триумф, Лучшие книги, 2019. — 168 с.
27. Клеточные хроноблокаторы в биологии и медицине / У. Ф. Гашимова, А. Н. Ильницкий, К. И. Прощаев — М: Триумф, Лучшие книги, 2019. — 192 с.
28. Метабиотики в профилактике возрастной патологии: методические рекомендации для врачей лечебных специальностей / Ильницкий А. Н., Прощаев К. И., Коршун Е. И., Петрище Т. Л., Носкова И. С., Фесенко Э. В. — М: Триумф, Лучшие книги, 2019. — 32 с.